# Бобровский, Анатолий Алексеевич
Анато́лий Алексе́евич Бобро́вский (14 февраля 1929, Москва — 20 августа 2007) — советский киноактёр, кинорежиссёр и сценарист. Заслуженный деятель искусств РСФСР (1976).

## Биография
Родился 14 февраля 1929 года. 
Окончил режиссёрский факультет ВГИКа (1954, мастерская Сергея Герасимова и Тамары Макаровой).
С 1954 года — режиссёр киностудии «Мосфильм».
Скончался 20 августа 2007 года.

## Фильмография

### Актёр
- 1955 — Попрыгунья — друг Ольги Ивановны

### Режиссёр
- 1959 — Муму (совместно с Е. Тетериным)
- 1963 — Выстрел в тумане (совместно с А. Серым)
- 1966 — Человек без паспорта
- 1968 — Исход (совместно с Бунтаром Жамьянгийном)
- 1970 — Возвращение «Святого Луки»
- 1971 — Нюркина жизнь
- 1973 — Чёрный принц
- 1976 — Жизнь и смерть Фердинанда Люса
- 1978 — Особых примет нет
- 1980 — Крах операции «Террор»
- 1983 — Трое на шоссе
- 1986 — Лицом к лицу
- 1988 — Вам что, наша власть не нравится?!
- 1991 — Не будите спящую собаку

### Сценарист
- 1983 — Трое на шоссе

## Признание и награды
- Заслуженный деятель искусств РСФСР[1] (31 декабря 1976 года).
- Орден «Знак Почёта» (19 мая 1981 года).
- Медаль «За трудовую доблесть».[1]